# Orectochilus discifer
Orectochilus discifer là một loài bọ cánh cứng trong họ van Gyrinidae. Loài này được Walker miêu tả khoa học năm 1859.